# Lumbrineris versicolor
Lumbrineris versicolor är en ringmaskart som först beskrevs av Gmelin in Linnaeus 1788.  Lumbrineris versicolor ingår i släktet Lumbrineris och familjen Lumbrineridae. Inga underarter finns listade i Catalogue of Life.